# Шараа, Фарук
Фару́к Ша́раа (араб. فاروق الشرع‎; род. 10 декабря 1938, Сирия) — сирийский политик и дипломат. Вице-президент Сирии (2006—2014). Считался представителем старой гвардии Хафеза Асада, оставшимся в высших эшелонах власти при его сыне Башаре Асаде.
Двоюродный дядя президента Сирии Ахмеда аш-Шараа.

## Биография
Фарук Шараа родился в провинции Даръа в суннитской семье 10 декабря 1938 года. Он изучал английский язык.
Около десяти лет проработал в Сирийских авиалиниях, в это время жил в основном в Европе. В 1960-х годах стал активным членом партии Баас (вошёл в ЦК в 1963 году), в 1970-х годах начал дипломатическую карьеру. С 1976 по 1980 год был послом Сирии в Италии, а с 1980 по 1984 год работал заместителем министра иностранных дел Сирии. 
В 1984 году был назначен министром иностранных дел Сирии, проработав на должности более двух десятилетий. Среди прочего, в 1990-х вёл переговоры по барселонскому процессу, с президентами США Бушем и Клинтоном, а также с Эхудом Бараком, пытаясь достичь примирения с Израилем. 15 февраля 2006 года Фарук Шараа был приведён к присяге в качестве вице-президента Сирии.
В июле 2012 года появились сообщения о том, что после теракта, осуществлённого на совещании руководителей силовых ведомств в Дамаске, Фарук Шараа покинул свой пост, примкнул к оппозиции и бежал на территорию Иордании. 26 августа 2012 года Шараа появился перед телекамерами в Сирии в качестве вице-президента, опровергнув эти ложные сообщения.